# Parasyrisca holmi
Parasyrisca holmi Ovtsharenko, Platnick & Marusik, 1995 è un ragno appartenente alla famiglia Gnaphosidae.

## Etimologia
Il nome della specie è in onore dell'aracnologo svedese Åke Holm (1909-1989) che ha studiato approfonditamente l'aracnofauna della Siberia.

## Caratteristiche
L'olotipo maschile rinvenuto ha lunghezza totale è di 9,15mm; la lunghezza del cefalotorace è di 2,85mm; e la larghezza è di 2,25mm.

## Distribuzione
La specie è stata reperita nella Russia siberiana: l'olotipo maschile e l'allotipo femminile sono stati rinvenuti presso la Kontakt Station, situata nell'Oblast' di Magadan.

## Tassonomia
Al 2015 non sono note sottospecie e dal 1996 non sono stati esaminati nuovi esemplari.